# Гельмут Мальке
Гельмут Адальберт Мальке (нім. Helmut Adalbert Mahlke; 27 серпня 1913, Берлін — 26 грудня 1998, Кіль) — німецький льотчик-ас штурмової авіації, оберстлейтенант Генштабу люфтваффе вермахту, генерал-лейтенант люфтваффе бундесверу. Кавалер Лицарського хреста Залізного хреста.

## Біографія
28 серпня 1932 року вступив у ВМФ. З грудня 1932 по грудень 1933 року здійснив далекий похід на крейсері «Кельн». Пройшов льотну підготовку в Німецькій школі повітряних сполучень у Варнемюнде. 30 квітня 1935 року переведений в люфтваффе. З 10 жовтня 1935 року служив у Генштабі люфтваффе, а 12 березня 1938 року переведений в 1-у ескадрилью морської авіації 196-ї ескадри, яка базувалася на борту важких крейсерів «Адмірал Шеер», «Дойчланд» і «Адмір».
З 10 вересня 1939 року — командир новоствореної 2-ї ескадрильї пікіруючих бомбардувальників 186-ї транспортної групи. Учасник Польської і Французької кампаній. З 2 липня 1940 року — командир 1-ї групи 186-ї транспортної групи, на базі якої 19 липня була сформована 3-я група 1-ї ескадри пікіруючих бомбардувальників. В липні-серпні 1940 року брав участь в битві за Британію. В лютому 1941 року група була перекинута в Трапані і брала участь в операціях проти Мальти, а також здійснювала нальоти на позиції британських військ біля Тобрука. З квітня 1941 року частина літаків групи базувалася в Лівії. 18 квітня група літаків на чолі з Мальке атакувала і потопила озброєний транспорт (водотоннажністю близько 8000 тонн). 23 травня група була переведена в Грецію і взяла участь у боях над Критом. Учасник Німецько-радянської війни, протягом перших трьох тижнів був тричі збитий за лінією фронту: двічі повертався назад, а втретє (8 липня 1941) був тяжко поранений і вивезений пошуковою групою. 6-19 вересня 1941 року знову командував своєю групою. 1 червня 1942 року переведений в Командування ВПС «Схід», на базі якого в травні 1943 року був сформований 6-й повітряний флот. В травні 1945 року взятий в полон союзниками військами. 9 вересня 1947 року звільнений.
16 листопада 1955 року вступив у ВПС ФРН. З 11 січня 1963 по 28 листопада 1966 року — командувач морською авіацією, в 1968/70 роках — Північною групою ВПС. 30 вересня 1970 року вийшов у відставку.

## Сім'я
Був одружений, мав трьох дітей.

## Звання
- Лейтенант (1 жовтня 1935)
- Оберлейтенант (1 квітня 1937)
- Гауптман (21 березня 1940)
- Майор (1 червня 1942)
- Оберстлейтенант Генштабу (1 травня 1944)
- Оберст (14 вересня 1959)
- Бригадний генерал (25 серпня 1960)
- Генерал-майор (8 вересня 1966)
- Генерал-лейтенант (17 травня 1968)

## Нагороди
- Медаль «За вислугу років у Вермахті» 4-го класу (4 роки; 2 жовтня 1936)
- Комбінований Знак Пілот-Спостерігач (19 грудня 1936)
- Медаль «У пам'ять 1 жовтня 1938» (20 серпня 1939)
- Медаль «У пам'ять 22 березня 1939 року» (19 грудня 1939)
- Залізний хрест
  - 2-го класу (16 квітня 1940)
  - 1-го класу (21 червня 1940)
- Лицарський хрест Залізного хреста (16 липня 1941) — за 145 бойових вильотів.
- Авіаційна планка бомбардувальника в золоті (8 серпня 1941)
- Срібна медаль «За військову доблесть» (Італія) (20 листопада 1941)
- Медаль «За зимову кампанію на Сході 1941/42» (15 червня 1942)
- Німецький хрест в золоті (31 березня 1944)
- Авіаційна планка штурмовика в золоті (8 жовтня 1944) — заміна планки бомбардувальника.